# Peñarol de Mar del Plata
O Club Atlético Peñarol é um clube da cidade de Mar del Plata, na Argentina, fundado em 1922. Sua principal prática desportiva, de maior projeção no cenário nacional é o basquete, esporte no qual já conseguiu tornar-se Camepeão da Liga Nacional da Argentina e Campeão da Liga das Américas, torneio entre clubes mais importante do continente.
O ginásio do Peñarol, utilizado para vôlei e basquete é o Polideportivo Islas Malvinas, que tem capacidade para 8.500 espectadores.

## História
O Peñarol foi fundado em 1922, e ganhou este nome por influência de um dos sócios-fundadores, que havia nascido no Uruguai e era torcedor do Club Atlético Peñarol, de Montevidéu.
Quanto às cores, foi adotado o branco e o azul marinho. Até 1985, o Peñarol    de Mar del Plata era um simples clube de bairro. Sua história mudou quando decidiu montar uma equipe de basquetebol para disputar a Liga Nacional da Argentina. Logo depois, em 1987, conseguiu subir à Primeira Divisão do basquete nacional, tendo, desde então, nuncamais voltado à Segunda Divisão.
Pelo Peñarol passaram grandes nomes do basquete argentino, como Marcelo Richotti, Diego Maggi, Esteban de la Fuente, Rubén Scolari, Hector "Pichi" Campana, Esteban "Gallo" Pérez, Héctor Haile, Raúl "Chuni" Merlo, Camissasa, Miguel Cortijo, Luis González, Adolfo Perazzo e Hernán "El Loco" Montenegro.
Entre os técnicos que mais se destacaram no cenário argentino que estiveram a frente do Peñarol estão: Nestor "El Ché" García, Sérgio Hernández e Carlos Romano.
E dentre seus atletas de basquete, destacaram-se alguns estrangeiros, como: Joe Bunn, Josh Pittman, Byron Wilson, Jason Osborne, Quincy Wadley, Mike Jones, Sam Ivy, Wallace Bryant, Joe Cooper, Zatchary Cooper, Joe Bradley, Jerome Mincy, Eugene Holloway, Isaiah Morris, Carl Amos, Eddie Pope e Norris Coleman.
O Peñarol tem como grande rival o Club Atlético Quilmes, que também é de Mar del Plata e tem um longo histórico de participações na Liga Nacional de Basquete (LNB).

## Títulos

### Torneios Nacionais
- Campeão:  Liga Nacional de Basquete 1993/1994, 2009/2010, 2010/2011, 2011/2012, 2013/2014.
- Campeão:  Torneo Súper 8 2006, 2009, 2011, 2013
- Campeão:  Copa Desafío 2007, 2010
- Campeão: Copa Argentina 2010
- Campeão: Campeonato Argentino de Clubes 1962

### Torneios Internacionais
- Campeão:  Liga das Américas 2007/2008, 2009/2010.
- Campeão: Torneio Interligas de Basquetebol 2010, 2012
- Campeão: Copa EuroAmericana do Basquete 2014

### Outras Modalidades
- Campeão:  Liga Argentina de Vôlei 1995-1996
- Vice-campeão: Campeonato Sul-Americano de Clubes Campeões: 1996
- Terceiro lugar: Campeonato Sul-Americano de Clubes Campeões: 1997